# نیریتر
نیریتر (به هلندی: Neeritter) یک منطقهٔ مسکونی در هلند است که در لئودال واقع شده‌است. نیریتر ۱٬۳۶۰ نفر جمعیت دارد.